# Janos Juvan
Janos Juvan (* 4. Januar 1985 in Wien) ist ein österreichischer Betriebswirt, Unternehmer und Politiker (NEOS). Seit März 2025 ist er Abgeordneter zum Österreichischen Nationalrat. Er ist seit 2022 Vorsitzender der NEOS in Kärnten.

## Werdegang
Juvan besuchte die Handelsakademie 1 in Klagenfurt, in der er 2004 maturierte. Bis 2008 studierte er am Management Center Innsbruck und an der Universität Triest den Diplomstudiengang „Management & Law“.
Seit der Gemeinderatswahl in Klagenfurt 2021 ist er Mitglied des Klagenfurter Gemeinderats. Der Einzug in den Kärntner Landtag bei der Landtagswahl in Kärnten 2023 wurde verfehlt. Im März 2025 übernahm Juvan im Zuge der Regierungsbildung das Nationalratsmandat der Außenministerin Beate Meinl-Reisinger.

## Privates
Juvan ist Vater zweier Kinder und lebt in einer Partnerschaft.